# Phường 4, Sa Đéc
Phường 4 là một phường thuộc thành phố Sa Đéc, tỉnh Đồng Tháp, Việt Nam.

## Địa lý
Phường 4 nằm ở phía đông nam thành phố Sa Đéc, có vị trí địa lý:
- Phía đông và phía bắc giáp huyện Cao Lãnh qua sông Tiền
- Phía tây giáp Phường 2 và Phường 3
- Phía nam giáp Phường 2 và huyện Châu Thành.

Phường 4 có diện tích 1,72 km², dân số năm 1999 là 5.465 người, mật độ dân số đạt 3.177 người/km².

## Hành chính
Phường 4 được chia thành 2 khóm: 1, 2.

## Lịch sử
Địa bàn Phường 4 trước đây tương ứng với xã Tân Hưng, thị xã Sa Đéc.
Ngày 10 tháng 9 năm 1981, Hội đồng Bộ trưởng ban hành Quyết định 62-HĐBT. Theo đó, thành lập Phường 4 trên cơ sở giải thể xã Tân Hưng (bao gồm 2 ấp Tân Hưng và An Thuận).
Sau khi thành lập, Phường 4 có 2 khóm: 1, 2.
Ngày 14 tháng 10 năm 2013, Chính phủ ban hành Nghị quyết số 113/NQ-CP về việc thành lập thành phố Sa Đéc thuộc tỉnh Đồng Tháp. Phường 4 trực thuộc thành phố Sa Đéc.